# Jutta Hipp
Jutta Hipp (Leipzig, 4 februari 1925 - New York, 7 april 2003) was een Duitse jazzpianiste, schilderes en ontwerpster.

## Opleiding
Hipp bezocht de Rudolf Hildebrand-school en kreeg op 9-jarige leeftijd klassiek piano-onderricht, dat ze echter na vier jaar beëindigde. Als 14-jarige hoorde ze voor de eerste keer jazz en ontdekte ze haar liefde voor deze muziek dankzij haar contact met de illegale jazzclub Hot Club Leipzig, waar ze tijdens de Tweede Wereldoorlog ook optrad als lid van een amateur-jazzband. Van 1942 tot 1945 was ze studente aan de Staatlichen Akademie für graphische Künste und Buchgewerbe in Leipzig, belegde daar een meesterklas bij professor Walter Buhe en was ook studente van de professoren Kurt Metze en Karl Miersch.

## Carrière
Hipp vertrok in 1946 naar West-Duitsland om vervolgens bij Paul Martin en vanaf 1951 professioneel te spelen met de band van Freddie Brocksieper in München en Beieren in Amerikaanse soldatenclubs. Daarna speelde ze in het combo New Jazz Stars van Hans Koller, die ook Dizzy Gillespie begeleidde en die zich het cooljazz-idioom toe-eigende. In 1952 verhuisde ze naar Frankfurt am Main en leidde ze van 1953 tot 1955 het Jutta Hipp Quintet, waartoe Emil Mangelsdorff, Joki Freund, Hans Kresse en Karl Sanner behoorden. In deze bezetting trad de band op tijdens het eerste Duitse Jazzfestival in 1953. Ze namen ook het album New Faces – New Sounds from Germany op voor een Amerikaans label. In 1953 haalde ze in het Podium-Jazz-Referendum de 1e plaats onder de Duitse jazzpianisten. Ook met haar volgende band in 1954/1955, waartoe ook Attila Zoller behoorde, bevestigde ze haar naam als Europese First Lady van de Jazz. In 1954 speelde ze op het Duitse Jazzfestival met Albert Mangelsdorff en Zoller, maar ook in een sessie met Hugo Strasser.
In 1955 ging ze met haar kwartet naar Zweden voor gastoptredens, waar ze ook met Lars Gullin opnam. Na een Joegoslavië-tournee met Joki Freund en Carlo Bohländer verhuisde ze na een aanbod van Leonard Feather, die haar in 1954 in Duisburg had gehoord en enthousiast was door haar spel, naar de Verenigde Staten. Daar was ze vervolgens succesvol. Ze kreeg als eerste Europese jazzmuzikante een contract bij Blue Note Records, waarvoor ze in 1956 drie albums opnam onder haar eigen naam. In 1956 speelde ze als vervangster van de op tournee zijnde Marian McPartland via Feathers bemiddeling een half jaar in het New Yorkse club-restaurant Hickory House (als trio met Peter Ind en Ed Thigpen). Haar spel werd steviger en kreeg meer drive. Ze trad in 1956 ook op tijdens het Newport Jazz Festival. Ze werkte kortstondig ook samen met Charles Mingus.
Nog in 1956 kreeg ze artistieke geschillen met Feather, deels met de argumentatie, dat ze zich niet wilde laten beïnvloeden in haar muzikaal repertoire. Ze nam daarna niet meer op en had alleen nog korte verbintenissen in kleinere clubs in New York en Long Island. Rond 1957 toerde ze met de saxofonist Jesse Powell door de zuidelijke staten, hetgeen naar haar eigen zeggen het muzikale hoogtepunt in haar carrière was. Aangezien de situatie zich eind jaren 1950 voor jazzmuzikanten verslechterde, naam ze een baan aan in een kledingfabriek in Queens. Tot 1960 trad ze daarnaast nog op als jazzmuzikante tijdens de weekends, maar concentreerde ze zich dan echter op haar eerste liefde tekenen en ontwerpen. Een reden waren ook alcoholproblemen, deels ontstaan door haar hevige plankenkoorts, die ze daarmee onderdrukte. Deze plankenkoorts was ook de reden voor haar voorliefde voor optredens in kleinere jazzclubs.
Als pianiste was Hipp verworteld in de swing-traditie en volgens haarzelf was ze beïnvloed door Count Basie, Teddy Wilson, maar ook door Fats Waller. Met de opkomst van de bop midden jaren 1940 oriënteerde ze zich aan Bud Powell. Dat veel muzikanten, critici en fans begin jaren 1950 cooljazz-invloeden van Lennie Tristano in haar spel hoorden, werd echter door haar tegengesproken. In latere jaren uitte ze anderzijds haar bewondering voor de hardbop van Horace Silver, die ze rond 1956 in New York ontmoette.

## Als kunstenares
Tijdens de jaren 1940 had ze aan de Hochschule für Grafik und Buchkunst in Leipzig grafisch-design gestudeerd. Hipp had in het bijzonder een voorliefde voor het schilderen van aquarellen. Haar motieven reikten van het straatleven in Queens en haar lievelingsstranden op Long Island tot dierportretten. Tentoonstellingen van haar schilderijen had ze in 1980 en 2000 in het Langston Hughes-cultuurcentrum in Corona. Hipp, die ook bekend stond voor haar scherpzinnige moppen, tekende ook karikaturen van andere jazzmuzikanten en schreef gedichten over hen. Enkelen werden gepubliceerd in het magazine Jazz Podium. Hipp was ook een handige poppenmaakster en stond ook enkele poppen af aan het Museum of the City of New York. Omdat ze na haar afscheid van de jazzmuziek de piano niet meer aanraakte, wisten vele bekenden niets van haar jazzverleden.
Ze bleef echter verbonden met de jazz en fotografeerde onvermoeibaar in kleine jazzclubs in Queens. De foto's stuurde ze ook naar vrienden en jazz-magazines in Duitsland. Hipp verwoordde vaak in brieven aan vrienden, dat de ware jazz eerder in kleine clubs is te vinden, waar ze veel uitstekende muzikanten hoorde, die het doorzettingsvermogen echter misten om door te kunnen breken.

## Privéleven en overlijden
Hipp was in 1944 verloofd met de drummer Teddie Frohwalt Neubert, maar trouwde echter nooit. Jutta Hipp overleed op 7 april 2003 op 78-jarige leeftijd aan alvleesklierkanker in haar appartement in Sunnyside.

## Discografie
- 1955: Jutta Hipp and Her Combo: Europe's First Lady of Jazz (Mod Records, 1955)
- 1954: New Faces – New Sounds From Germany (1954)
- 1954: Cool Dogs And Two Oranges (1954 bzw. 1980)
- De opnamen van het Jazzfestival Frankfurt verschenen op een Brunswick EP en later in de cd-box Bear Family
- 1954: Various Artists Cool Jazz made in Germany
- 1956: At the Hickory House (Vol. 1 & 2) (Blue Note Records)
- 1956: Jutta Hipp with Zoot Sims (Blue Note Records)
- 2013: The Lost Tapes: The German Recordings 1952–1955 (Jazzhaus/ArthausMusik)
- 2015: Hipp is cool – The Life and Art of Jutta Hipp (Be! Jazz)

- Bibliothèque nationale de France: cb139252291 (data)
- Gemeinsame Normdatei: 135241812
- International Standard Name Identifier: 0000 0001 1488 6349
- Library of Congress Control Number: no2004062485
- MusicBrainz: 728aa0a2-8a24-45cb-bb2f-9370d4213b25
- Réseau des bibliothèques de Suisse occidentale: 02-A008678167
- RKD-Nederlands Instituut voor Kunstgeschiedenis: 269014
- Istituto Centrale per il Catalogo Unico: DDSV214048
- Système universitaire de documentation: 15687069X
- Virtual International Authority File: 22329763
- WorldCat: E39PBJcwGYJVdrHYwR7D8M4Qbd